# Carcharodus boeticus
Carcharodus boeticus е вид пеперуда от семейство Hesperiidae. Видът не е застрашен от изчезване.

## Разпространение
Разпространен е в Испания, Италия, Португалия и Франция.
Регионално е изчезнал в Швейцария.

## Описание
Популацията на вида е стабилна.